# Moldeo por compresión

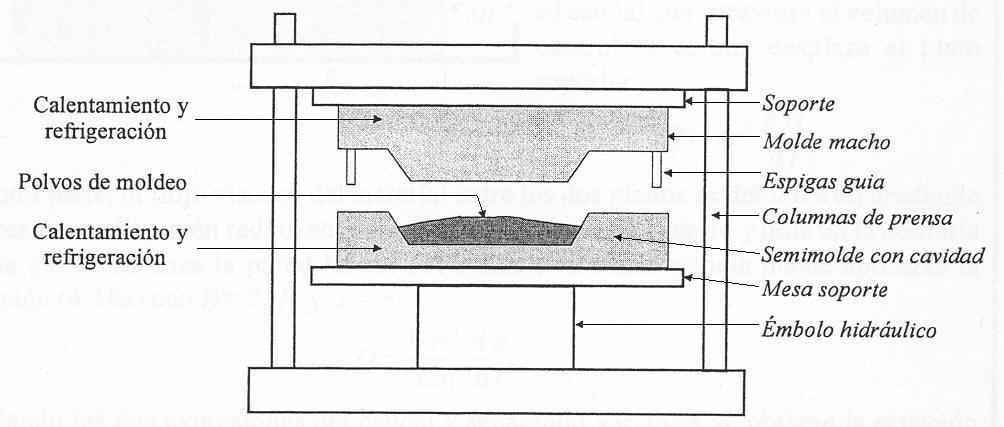
Diagrama del moldeo por compresión.

El moldeo por compresión es un proceso de conformado de piezas en el que el material, generalmente un polímero, es introducido en un molde abierto al que luego se le aplica presión para que el material adopte la forma del molde y calor para que el material reticule y adopte definitivamente la forma deseada.
En algunos casos la reticulación es acelerada añadiendo reactivos químicos, por ejemplo peróxidos. Se habla entonces de moldeo por compresión con reacción química.
También se utiliza este proceso con materiales compuestos, por ejemplo plásticos reforzados con fibra de vidrio. En este caso el material no reticula sino que adopta una forma fija gracias a la orientación imprimida a las fibras durante la compresión.
El moldeo por compresión se utiliza en forma común para procesar compuesto de madera y plástico, obteniendo un material económico y durable que generalmente se usa en techos, pisos y perfiles en diseño de jardines. El moldeo por compresión es el método menos utilizado en obtención de piezas.